# Worth County, Georgia
Worth County är ett administrativt område i delstaten Georgia, USA. År 2010 hade countyt 21 679 invånare. Den administrativa huvudorten (county seat) är Sylvester. 

## Geografi
Enligt United States Census Bureau har countyt en total area på 1 488 km². 1 475 km² av den arean är land och 13 km² är vatten.

### Angränsande countyn
- Crisp County - nord
- Tift County - öst
- Turner County - nordost
- Colquitt County - syd
- Mitchell County - sydväst
- Lee County - nordväst
- Dougherty County - väst

### Städer och samhällen
- Poulan
- Sumner
- Sylvester (huvudort)
- Warwick